# Бенолли, Франческа
Франче́ска Бено́лли (итал. Francesca Benolli, род. 26 августа 1989)  — итальянская гимнастка (спортивная гимнастика). Чемпионка Европы 2005 года и бронзовая призёрка 2008 года (оба раза в опорном прыжке).
Входила в сборную команду Италии на Олимпийских играх 2008 года в Пекине.